# Vassobia
Vassobia je maleni biljni rod krumpirovki smješten u podtribus  Iochrominae, dio tribusa Physalideae. Pripada mu dvije vrste drveća i grmova u umjerenoj Južnoj Americi
Tipična je Vassobia atropoides Rusby, sinonim za Vassobia dichotoma, drvo iz Perua i Bolivije. Rod je opisan u Bulletin of the New York Botanical Garden 4: 422. 1907.

## Vrste
1. Vassobia breviflora (Sendtn.) Hunz.
2. Vassobia dichotoma (Rusby) Bitter